# Народная Сибирь
«Народная Сибирь» (позднее — «Родная Сибирь») — ежедневная газета правых социалистов-революционеров и кооператоров, выходившая в Новониколаевске на четырёх (шести) полосах с 1918 по 1919 год. Преемница газеты «Знамя свободы». Главную роль в публикации издания играл Закупсбыт.

## История
Впервые вышла в свет 31 мая 1918 года через пять дней после захвата Новониколаевска Чехославацким корпусом и стала первым в городе регулярным изданием при новой антибольшевистской власти. Сначала издательством газеты занималось Товарищество на паях «Свобода». По причине отсутствия нормальной связи с другими центрами белогвардейского мятежа часть содержания в первых номерах «Народной Сибири» представляла собой разнородные публикации: перепечатки газет из близлежащих городов, заметки кооперативных работников.
С 3 июля 1918 года издателем газеты называлось Товарищество на паях «Знамя свободы».
За выходом анонимной статьи «Чехи и Сибирь» последовало закрытие газеты, последний № 178 вышел 11 (24) февраля 1919 года.

### «Родная Сибирь»
С 20 февраля (5 марта) 1919 года издание начинает выходить под названием «Родная Сибирь» и печатается на обёрточной (коричневой) бумаге. Издатель — А. М. Батрак; редактор — Е. Н. Пославский. Объём новой газеты достигал 4—6 листов. Много места отдавалось под информационный блок Закупсбыта.
Нелояльные колчаковскому правительству статьи («Чешская армия и сибирская демократия», «К ликвидации Американского бюро печати в Сибири» и др.) печатались без указания авторства.
3 (16) марта 1919 года выпуск «Родной Сибири» был окончательно остановлен на № 9 с запретом на публикацию под другим наименованием.

## Общие сведения
На протяжении недели в газете появлялись лозунги «Да здравствует всеобщее избирательное
право!», «Да здравствует Сибирское Учредительное собрание!» и «Да здравствует Всероссийское Учредительное собрание!», проходившие по третьей и четвёртой полосам.
В «Народной Сибири» практически отсутствовали официальные распоряжения как военного, так и гражданского руководства, за исключением информации обязательной для обнародования (кроме того, издавались постановления управы и думы города).
Газета игнорировала личность Колчака вместе с его воззваниями, приказами и декларациями, при этом титул «Верховный правитель» везде записывался со строчной буквы. В некоторых публикациях прослеживалось оппозиционное отношение к власти.
Заметная часть газеты отводилась проблемам кооперации (А. Гиганов, В. Шишканов, Ф. Савченко).

## Коллектив

### Редакторы
Первым редактором «Народной Сибири» был М. Ф. Казаков, один из ранних журналистов литвиновской прессы; 8 августа 1918 года с выходом № 52 работа газеты была остановлена забастовкой на типографии Закупсбыта, а уже 3 сентября (с № 53) после прекращения акции его сменил А. В. Сазонов, идеолог и предводитель кооператоров Новониколаевска. В декабре 1918 года должность редактора занял Е. С. Плотников, 8 (21) февраля 1919 — Е. Н. Пославский.

### Авторы
Группа авторов состояла из деятелей кооперации и журналистов-эсеров, уже частично знакомых читателю по изданию «Знамя свободы»: Е. Надеждин, М. Гайдук, В. Г. Шишканов (В. Братский), В. С. Занозин, А. М. Батрак, Н. Лямин, И. Чернов (рассказы и очерки), Ф. Савченко, А. Гиганов (глава Закупсбыта), А.А. Дунин-Горкавич (А. Дунин), В. Овчинников. Периодически на страницах газеты появлялись статьи Г. И. Жерновкова и Г. Я. Крекнина, секретаря Новониколаевского комиссариата Сибирского Временного правительства.
Для подписи многих публикаций использовались криптонимы и псевдонимы: Беглый, Приезжий, Н.О., Сережин, Здешний, Б-нов, Негидалец, В.О., А. Г-й, Сашка-семинарист, Беспартийный и т. д. Псевдонимом Ключевской-Алтайский, вероятно, подписывался Н. П. Литвинов, занимавшийся в тот период организацией работы алтайского курорта Рахмановские ключи.
Скопление в городе осенью 1918 года большого числа беженцев, среди которых были и представители интеллигенции, существенно повлияло на авторский состав: его частью стали педагог Н. Н. Осмоловский, экономист Н. П. Огановский, кооператор и общественник Н. Я. Быховский.
Автором передовых политических статей выступал В. Василевский; А. А. Дунину-Горкавичу (А. Дунину) принадлежали рассказы и очерки, а стихи для «Народной Сибири» сочинял Б. Несмелов.
Среди сотрудников «Родной Сибири» были А. В. Ясинский, Н. Я. Быховский, Б. Ленский, В. Василевский, А. Гиганов, А. Дунин-Горкавич, В. Степанович. В переименованной версии встречаются псевдонимы Е. Фин, Л. Белорус и т. д..

## Рубрики
Первые рубрики: «Сибирская революция», «Телеграммы», «Военные известия», «По уезду», «Местная жизнь», «Последняя почта (из газет)», «Обзор печати», «Хроника».
Рубрики, относившиеся напрямую к перевороту, через некоторое время сменились новыми: «По России (из газет)», «По Сибири (из газет)», «Внутренние известия», «Война», «За рубежом», «Иностранные известия», «Театр и музыка», «Маленький фельетон».

### Рубрики «Родной Сибири»
«Корреспонденции», «Война», «Рабочая жизнь», «Местная жизнь», «Жизнь кооперации», «Хроника», «Маленький фельетон», «Внутренние известия», «Иностранные известия», «Печать», «Последние известия».

## Приложение
В 1918 году газета издавала двухполосное приложение к № 73—103 (формат — А3).